# マックス・エイトケン (初代ビーヴァーブルック男爵)
初代ビーヴァーブルック男爵ウィリアム・マックスウェル（マックス）・エイトケン（英: William Maxwell "Max" Aitken, 1st Baron Beaverbrook, PC ONB、1879年5月25日 - 1964年6月9日）は、カナダ出身のイギリスの実業家、政治家、歴史家。

## 概要
英領カナダに生まれた。実業家として頭角を現し、証券会社ロイヤル・セキュリティーズを経営したが、子会社の杜撰かつ寡占的な経営で非難を浴びた。エイトケンはこれを機に同企業の株式売却により財をなした。
1910年にイギリスに移住し、英国総選挙に出馬して保守党所属の庶民院議員に当選した。同党の有力政治家ボナー・ローと親しくなり、翌年のボナー・ロー党首実現に尽力した。第一次世界大戦中に新聞紙『デイリー・エクスプレス』を買収し、マスメディアへの影響を強めた。政治家デビッド・ロイド・ジョージに接近して、1917年にはビーヴァーブルック男爵に叙された。マスメディアへの叙爵を嫌う国王ジョージ5世からは疎まれた。
第二次世界大戦中には第1次チャーチル内閣で軍事関連の閣僚職を務める。在任中にウィンストン・チャーチル首相の勇退と王璽尚書クレメント・アトリーの更迭を目論んだが、逆にチャーチルとアトリーの政治力により閣内から追放されて影響力を失った。
1951年生まれのマクスウェル・エイトケンイギリス空軍少将は孫にあたる。

## 経歴

### カナダの実業家として
1879年5月25日、英自治領カナダ連邦のオンタリオ州・メープルに生まれる。父は長老派のミニスター(牧師)ウィリアム・カスバート・エイトケン、母はその夫人ジェーン・ノーベル。スコットランド系の一家だった。
エイトケンが生まれて間もなく、一家はニューブランズウィック州のニューカッスル(現ミラミチ)へ引っ越した。そのため彼も同地の寄宿学校で学んだ。少年期から狡猾な悪戯少年「マックス」として悪名を轟かせ、金儲けに強い興味を示していた
寄宿学校を出た後、ジャーナリストや保険販売員、法律事務所などで働き、法律事務所勤務時代にはロー・スクールにも通ったが、ロー・スクールは途中で投げ出している。その後ボウリング場の経営をしていたが、1900年から公共事業債権の販売に携わるようになり、1903年には王立証券株式会社の経営者となり、この事業によって巨万の富を築いた。こうして20世紀初頭には、有能だが物議を醸す投資家として名を馳せた。
1909年にはカルガリー電力（現TransAlta）を創業し、カナダ滝水力発電所の建設を主導した。1910年には自身の証券会社が保有するカナダセメント社（のちラファージュ、ラファージュホルシム）に、サンドフォード・フレミング創設のWestern Canada Cement and Coal Companyを含むカナダ国内の11セメント会社を買収させ、国内産出量の5分の4を取り扱うようになった。このコングロマリットがした証券取引上の不正や杜撰な経営や価格統制は世間から非難され、フレミングやその関係者は1911年には手形委員会から収賄課徴金を課された。
1910年には仕事と政界入りを狙ってイギリス・ロンドンへ移住。アンドリュー・ボナー・ローの後押しを受けて、同年12月の総選挙でアシュトン＝アンダー＝ライン選挙区から選出されて統一党(保守党)所属の庶民院議員となる。翌年の党首選では、ボナー・ローの党首実現に尽力した。
政治家としてはジョゼフ・チェンバレンの関税改革論(保護貿易)と帝国統一維持を信奉していた。
1911年6月20日にはナイト爵を与えられる。

### 第一次大戦時の活動（新聞買収とクリスマス政変）
1914年に第一次世界大戦が勃発すると、エイトケンはカナダ軍の広報を担当した。戦争遂行に対する熱意から、エイトケンはハーバート・アスキス首相の戦争指導を柔軟さに欠けるものとして反感を覚えていった。
1915年5月、第二次アスキス内閣成立の際、ボナー・ローは役職の得られなかったエイトケンに聖マイケル・聖ジョージ勲章を与えようとしたが、アスキスがこれを拒否した。この一件を伝え聞いたエイトケンは、アスキスに一層の嫌悪感を覚えたという。エイトケンはやがて自由党の政治家デビッド・ロイド・ジョージに接近していった。
一方でエイトケンは第一次大戦中よりマス・メディアにも影響力を強めだす。大戦中に新聞紙『デイリー・エクスプレス』の経営に関わり、1916年には同紙を買収した。1918年から翌年にかけて同紙の実権を握って部数を急増させた。
1915年12月、ロイド・ジョージはアスキスの優柔不断な戦争指導に危機感を覚え、保守党のボナー・ローと示し合わせて首相に辞表を叩きつけた。進退を問われたアスキスは、ロイド・ジョージ、ボナー・ローのいずれの下に就くことも拒否し、最終的にロイド・ジョージが新首相となる政権交代が起こった（クリスマス政変）。エイトケンも『デイリー・エクスプレス』紙を用いてアスキスを貶めるなど、積極的にこの政変に関与した。

#### 国王に嫌われた新聞男爵
大戦中、エイトケンは爵位の面で上昇が続いた。1916年7月に（ニューブランズウィックの)準男爵を与えられた。この準男爵への推薦をめぐって、王弟のコノート公爵アーサー王子（カナダ総督）が煮え切らない態度をとったため、国王ジョージ5世も授与に難色を示した。しかしボナー・ローが国王の説得に動き、授与にこぎつけた。
ついで1917年1月、連合王国貴族のビーヴァーブルック男爵に叙せられて貴族院議員に列した。このときも国王ジョージ5世は、エイトケンに叙爵するだけの理由がないこと、事前に相談がなかったことから反対した。再びボナー・ローが動き、叙爵にあたって二度と不手際がないよう約束すると国王に明言し、国王も折れてとうとう叙爵に至った。
一連のエイトケンの爵位上昇は、ロイド・ジョージ首相の推挙によるものであったが、この頃のロイド・ジョージはエイトケンだけでなく、新聞社主への叙爵をしきりに行っており、これら「新聞男爵(Press Baron)」を味方につけて戦時中の世論操作を行っている。
叙爵でのいざこざの後も、国王とエイトケンの不和は続いた。
第一次世界大戦末の1918年、エイトケンはロイド・ジョージ内閣で情報大臣とランカスター公領大臣に就任した。このランカスター公領大臣は職務上、国王としばしば会見するため、ジョージ5世はエイトケン任命を嫌がったが、ロイド・ジョージ首相がこの問題に介入してきて押し切った。この経緯を知ったエイトケンは大臣在任中、財政難のランカスター公領の経営問題にまったく手を付けなかったばかりか、ランカスター公領本部事務所にすら一度も顔を出さないという意趣返しを国王に行った。
同年、枢密顧問官にも列する。このほかの戦時中の活躍としては、カナダ戦争記念基金を創設してカナダ軍の戦争を描いた芸術を奨励している。

### 戦間期
第一次世界大戦後は政界を離れて新聞事業に集中した。『デイリー・エクスプレス』の他、『イヴニング・スタンダード』も買収し、また『サンデー・エクスプレス』を創刊した。イギリスを代表する新聞事業者として国際的にも巨大な影響力を持った。関税改革論の受けが悪かったため、1930年前後には帝国内自由貿易と称した保護貿易論で民を扇動し、1930年代の保守党内の保護主義の高まりに一定の関与をした。
1936年12月のエドワード8世退位騒動の際にはウィンストン・チャーチルや初代ロザミア子爵ハロルド・ハームズワース、オズワルド・モズレー準男爵らとともにウォリス・シンプソンと結婚することを希望するエドワード8世を支持したが、結局エドワード8世は首相スタンリー・ボールドウィンの脅迫で退位に追い込まれている。
この時期には「英米軍事協約必要論」を提唱しており、1936年には日本国内でもその和訳版が出版された。新聞紙面でネヴィル・チェンバレンの対独融和政策に対して楽観論を示していたが、戦争が近づいてくると対独強硬論を唱えるようになった。

### 第二次世界大戦期 - ビーバーブルック政変

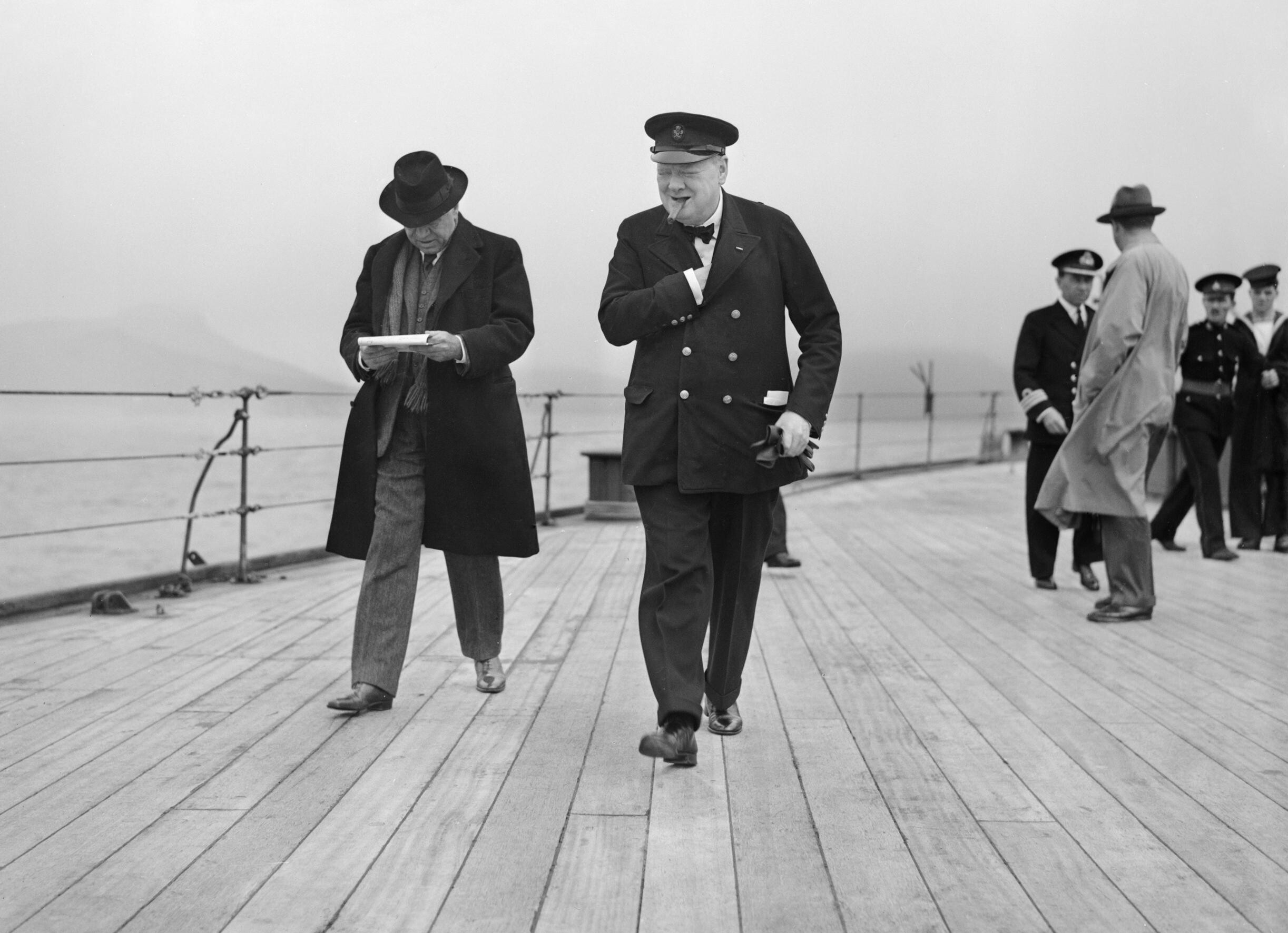
大西洋会談時、戦艦プリンス・オブ・ウェールズ艦上のエイトケンとチャーチル首相。（1941年）

第二次世界大戦中の1940年5月にチャーチル内閣が発足すると、政界復帰して航空機生産大臣に就任、スピットファイアの製造を指揮して、バトル・オブ・ブリテンの勝利に貢献した。1940年から1942年にかけてチャーチル戦時内閣の閣僚の1人であった。
1938年に4,000機、1939年に7,000機、1940年15,000機、1941年に20,100機、1942年に23,671機、1943年に26,263機、1944年には29,220機の航空機が生産された。大戦の間に、イギリス空軍には、15,000機以上の4発爆撃機が供給され、同時に、部隊の編制や戦術は、これまでになく充実したものになった。
1941年には軍需大臣に転任し、翌1942年まで務めた。軍需相の在任中、労働力の分配をめぐってアーネスト・ベヴィン労働大臣と激しく対立した。外交面では、チャーチルと米国大統領ルーズベルトが大西洋憲章を検討した大西洋会談にも参加している。
1941年6月、ドイツがソビエト連邦に侵攻して独ソ戦が勃発した。これを受けてイギリスとソ連は、スタッフォード・クリップス駐モスクワ英大使を中心として英ソ軍事協定を締結、クリップス大使の名声が高まった。独ソ戦勃発以降のイギリス国内では、ソ連を支えるべく「第二戦線（西部戦線）を開け」とする世論が高まったが、エイトケンもこれを支持した。
こうしたなかソ連から帰国したクリップスは首相職への野心を隠さず、エイトケンもクリップスを支持して、クリップス派のベヴィン、チャーチルの腹心アンソニー・イーデンを抱き込みつつ、チャーチル首相の退任と副首相格のクレメント・アトリー王璽尚書の更迭を画策した。エイトケンは首相のもとを訪れて引退を勧め、同時に激しいアトリー批判を行ったが、首相から「クリップスは登用するが、君は内閣を去らねばならない」と告げられた。閣内ではすでにベヴィンとイーデンが寝返っており、アトリーからも「私は君を批判したことがない」と冷静に指摘されては引き下がるしかなかった。チャーチルとアトリーには信頼関係があり、アトリーはまた労働党を掌握していたのである。こうしてエイトケンは政治的な影響力を失った。
1943年から1945年にかけては王璽尚書を務めた。1944年には帝国戦争博物館の管財人を務めた。

### 戦後 - 晩年

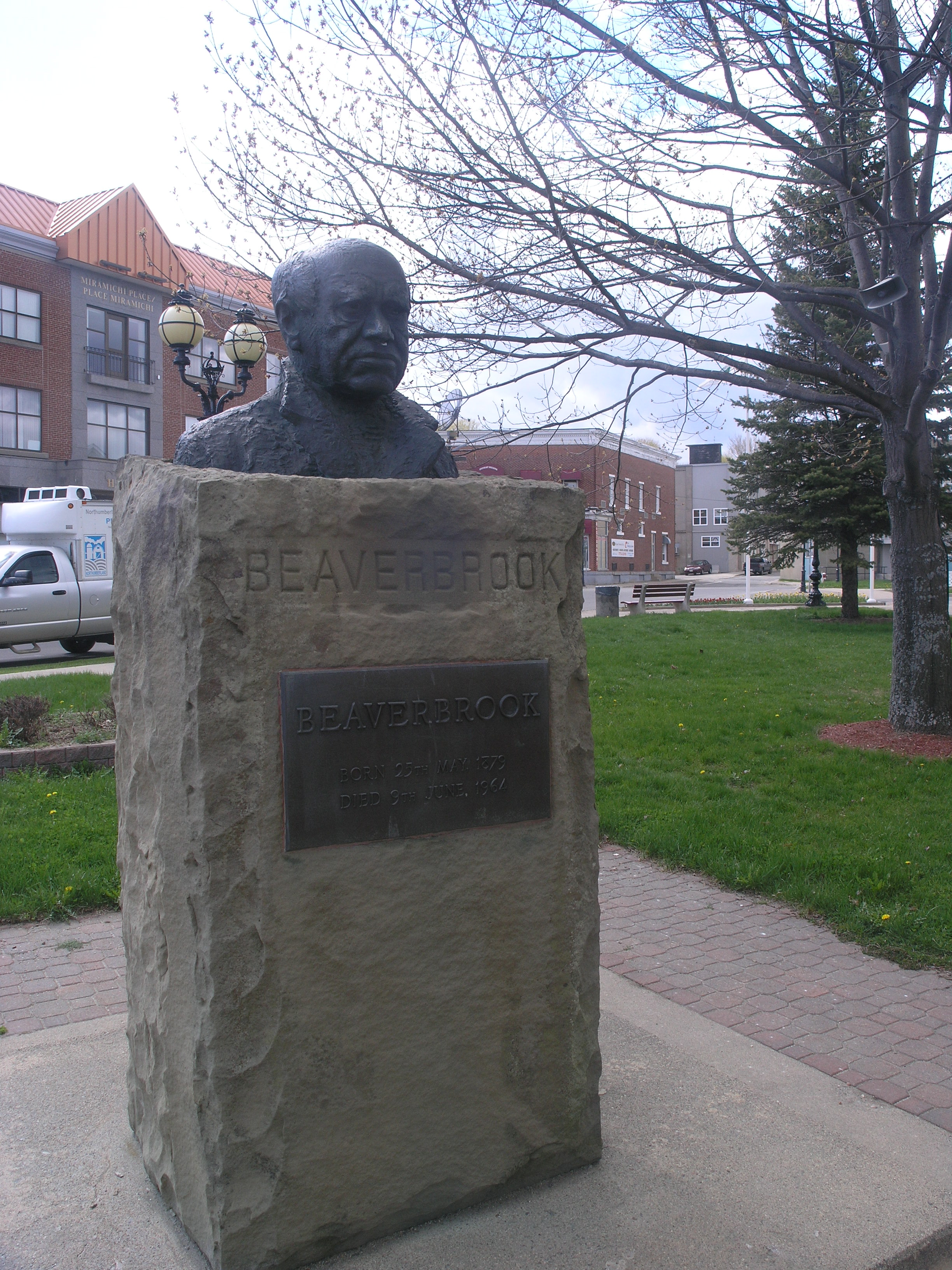
墓地にあるエイトケンの胸像

政界でいつまでもやっていけるようなタイプの人間ではなく、第二次世界大戦終戦とともに政府から退くことになった。第二次世界大戦後は支配下の新聞を監督しつつ、自分の回顧録や友人の伝記の執筆を行った。
晩年も支配下の新聞への影響力は相変わらずで、報道に関する王立委員会からも批判されつづけたが、エイトケンはこれに対して「編集者にはある程度の自由がないといけないが、経営者の意向にもまた添わねばならぬ」と言い放ったという。
1947年から1953年にかけては名誉職のニューブランズウィック大学学長を務めた。
1964年6月9日に死去。爵位は長男のジョン・ウィリアム・マックスウェル・エイトケンが継承した。

## 歴史家として
第一次世界大戦後、エイトケンは1925年にPoliticians and the Press、1928年にPoliticians and the Warを出版した。初版が発行されたとき、この二冊はほとんどの歴史家から無視され、好意的な書評を載せたのはエイトケンの発行する新聞のみだった。ところが、二冊の統合版が出版されたときには、書評は好意的だった。「この本はスエトニウスあるいはマコーリーの著作がアルフレッド・ヒッチコックの映像技術で表現されたようなものだ」、「サッルスティウスやクラレンドンの著作のように簡にして要を得ている」などの書評があった。イギリスの著名な歴史家A・J・P・テイラーもエイトケンの著作を「タキトゥスやオーブリーの美点を兼ね備えている」と賞賛している。

## 栄典

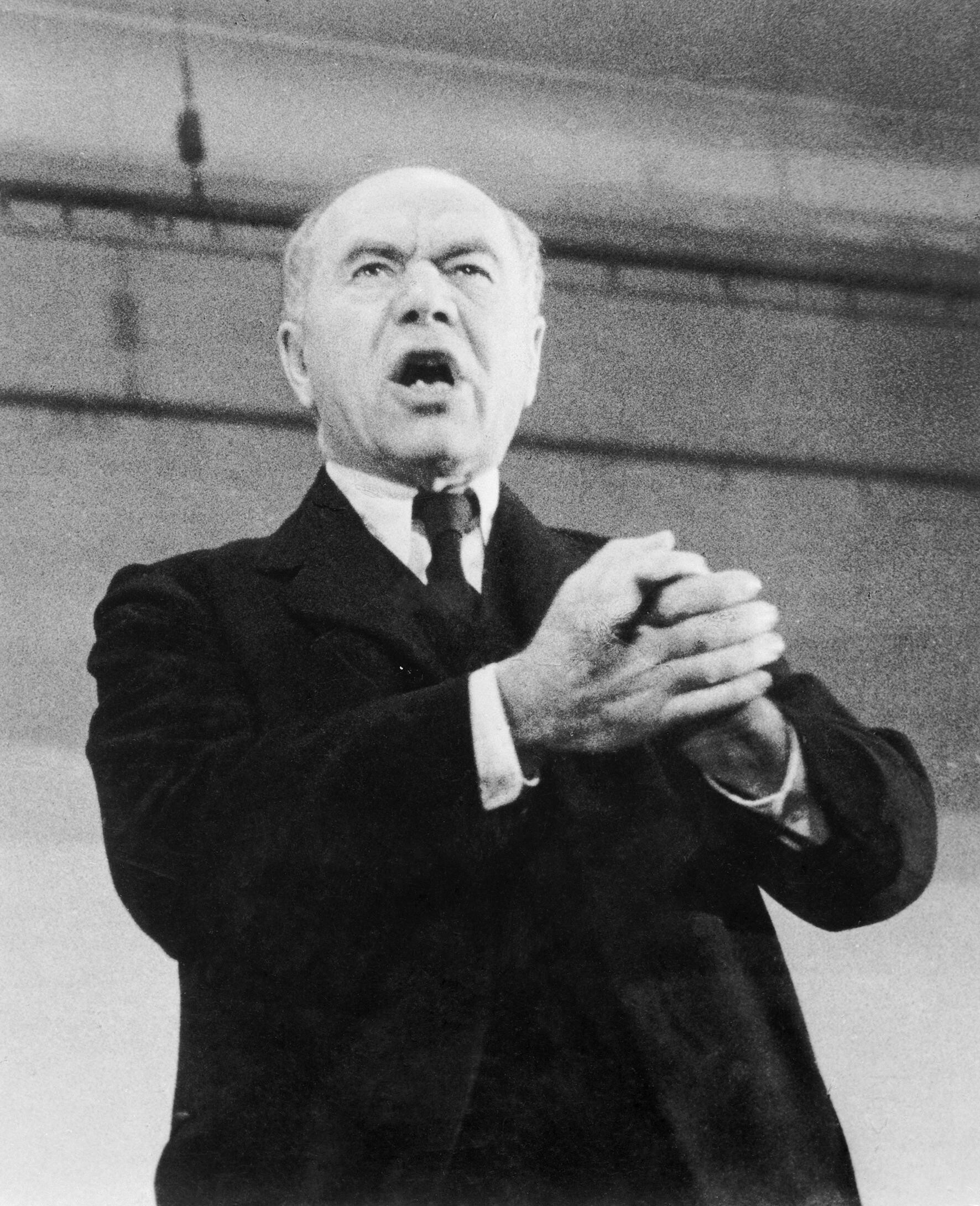
第二次世界大戦中、演説中の姿。

### 爵位・準男爵位
1916年7月3日に以下の準男爵位を新規に叙される。
- (ニューブランズウィックの)初代準男爵
（1st Baronet "of New Brunswick"）
（勅許状による連合王国準男爵位）

1917年1月2日に以下の爵位を新規に叙される。
- カナダ・ニューブランズウィック州におけるビーヴァーブルック、およびサリー州チャークリーの初代ビーヴァーブルック男爵
（1st Baron Beaverbrook, of Beaverbrook in the Province of New Brunswick, Canada, and of Cherkley in the County of Surrey）
（勅許状による連合王国貴族爵位）

## 家族
1906年に陸軍軍人チャールズ・ウィリアム・ドラリー少将の娘グラディスと最初の結婚をし、彼女との間に以下の3子を儲ける。1963年にマーシア・クリストフォリデスと再婚するが、彼女との間に子供はない。
- （長女）ジャネット・グラディス・エイトケン (1908-1988) - コンヤーズ・ベイカーと結婚。
- （長男）ジョン・ウィリアム・マックスウェル・エイトケン（英語版） (1910-1985) - 第2代ビーヴァーブルック男爵
- （次男）ピーター・ラドヤード・エイトケン (1912-1947) - ヨットから落ちて死亡。
- （孫）マックスウェル・ウィリアム・ハンフリー・エイトケン（英語版）（1951年生） - 第3代男爵として爵位を継承。政治家、イギリス空軍少将[34]。2016年、サリー州レザーヘッドの第2級邸宅の一つを改装し、マルヤマ・タイジをシェフに招いて日本食レストラン付きの高級ホテルを開業した[35]。